# Balcic (strugure)
Balcic este un vechi soi românesc de struguri.